# Bistum Bareilly
Das Bistum Bareilly (lat.: Dioecesis Bareillensis) ist eine römisch-katholische Diözese mit Sitz in Bareilly im indischen Bundesstaat Uttar Pradesh. Es ist eine Suffragandiözese des Erzbistums Agra.

## Geschichte
Das Bistum Bareilly wurde am 19. Januar 1989 aus Gebieten des Bistums Lucknow errichtet. Erster Bischof war von 1989 bis 2014 Anthony Fernandes. Am 11. Juli 2014 wurde Ignatius D’Souza zu seinem Nachfolger ernannt.